# Giuseppe Morabito (criminale)
(Roberto Centaro, Presidente della Commissione parlamentare antimafia)
Giuseppe Morabito, noto anche con lo pseudonimo di u tiradrittu (Africo, 15 agosto 1934), è un mafioso italiano, boss della 'Ndrangheta calabrese.
È stato per numerosi anni latitante in quanto capo della cosca Morabito.
Giuseppe Morabito è noto anche come u tiradrittu (dal dialetto calabrese: spara dritto, buona mira, colui che tira dritto senza rispetto di alcuna regola o persona), soprannome che eredita dal padre.
Fu considerato il numero uno della 'ndrangheta e secondo la commissione parlamentare antimafia avrebbe avuto una caratura criminale anche più importante dell'ex superlatitante Bernardo Provenzano capo di Cosa nostra.

## Biografia
Nel 1952 viene denunciato per occupazione arbitraria di immobili e danneggiamento, porto abusivo di armi, violenza privata e lesioni personali.
Nel 1967 viene accusato di essere mandante della "strage di Locri", venendo assolto nel 1971.
Durante i moti di Reggio Calabria, Morabito sarebbe stato avvicinato dai Servizi segreti per avere informazioni su alcuni rapimenti nel Nord Italia.
Con lui negli Anni '70 nasce una sorta di alleanze per la gestione del narcotraffico tra i Barbaro di Platì, i Pelle di San Luca e i Pisano-Pesce-Bellocco di Rosarno del versante tirrenico.
Negli Anni '80, dopo la "faida di Motticella" tra le cosche Morabito-Mollica e Speranza-Palamara-Scriva con oltre 50 morti, diventa capo della locale di Africo. Per la faida Morabito non viene giudiziariamente interessato.
Considerato mediatore della "faida di Roghudi", ruolo questo smentito in sede giudiziaria poiché non vero.
La prima ordinanza di custodia cautelare risale al 1992 per associazione di tipo mafioso per traffico di stupefacenti.
Da allora Morabito continua a interessarsi del traffico internazionale di droga con i suoi figli.
Il fratello e il figlio Giovanni vengono arrestati anch'essi per questo.
L'altro figlio Domenico Morabito invece muore a 39 anni nel 1996 ucciso dalla polizia.

## Arresto
Morabito viene arrestato il 18 febbraio 2004 dopo 12 anni di latitanza a Santa Venere, vicino a  Cardeto, un piccolo paese della provincia aspromontana reggina, in un'operazione congiunta dei carabinieri del Raggruppamento Operativo Speciale e dello Squadrone Eliportato Cacciatori Calabria.
Viene catturato nell'operazione anche il genero Giuseppe Pansera, medico gastroenterologo. Alla cattura il boss dichiarò: "Trattatemi bene", non oppose resistenza alcuna e aggiunse, anche rivolgendosi ai carabinieri: "Se non mi prendevate voi, non mi prendeva nessuno".

### Eredità
Il 26 aprile 2010 a Melito di Porto Salvo viene arrestato suo figlio, Rocco Morabito di 50 anni, allora capo della cosca.
Il 5 marzo 2013 a Locri viene arrestato per associazione a delinquere e riciclaggio anche il genero Francesco Sculli (funzionario del Comune di Bruzzano Zeffirio e padre del calciatore Giuseppe) con il figlio Rocco Morabito e il boss Rocco Aquino (già in carcere).

## Curiosità
È il nonno materno dell'ex calciatore Giuseppe Sculli, con precedenti per calcioscommesse e uscito pulito dalle inchieste per associazione mafiosa, tentato omicidio e traffico di stupefacenti.

## Legami con Cosa nostra
Si ritiene che avesse rapporti con i capi di Cosa nostra siciliana. Alcuni pentiti rivelarono anche della presenza ad Africo di Totò Riina durante la sua latitanza.